# Brusiek
Brusiek (niem. Bruschiek) – wieś w Polsce, położona w województwie śląskim, w powiecie lublinieckim, w gminie Koszęcin. 
Liczy ok. 50 stałych mieszkańców. Położona jest przy trasie Tworóg – Koszęcin i ma charakter wielodrożnicy. Przez miejscowość przepływa rzeka Mała Panew.
W latach 1975–1998 miejscowość administracyjnie należała do województwa częstochowskiego.

## Integralne części wsi
| SIMC    | Nazwa   | Rodzaj    |
| ------- | ------- | --------- |
| 0135438 | Krywałd | część wsi |

## Historia miejscowości
- Około połowy XIV wieku na terenie wioski znajdowała się kuźnica. Dokładne ustalenie daty jej powstania jest obecnie niemożliwe do ustalenia, gdyż najazdy husytów z lat 1431-1433 dokonały zupełnego spustoszenia osady[7]. Datowania radiowęglowe, przeprowadzone dla węgli drzewnych pobranych z odnalezionych w okolicy pozostałości mielerzy, określiły pochodzenie najstarszych z nich na przełom XIV i XV w., a nawet na wiek XII[7]. Z czasem urządzenia kuźnicze odbudowano. Z tekstu Officina ferraria, abo huta i warstat z kuźniami szlachetnego dzieła żelaznego autorstwa Walentego Roździeńskiego z 1612 r. dowiadujemy się, że od 1511 r. kuźnik posiadał własny staw hutniczy, a od 1489 r. obok kuźnicy funkcjonowała karczma[7]. Rudę żelaza, dowożoną z okolicznych miejscowości, m.in. z Tarnowskich Gór, przetapiano w prostych dymarkach. W roku 1768 zastąpił je wielki piec, wysoki na 10 metrów, który w 1824 r. wyprodukował 17 tysięcy cetnarów surówki żelaznej[7]. Surówkę przerabiano w kuźnicy wyposażonej w dwa młoty parowe. Huta zaprzestała produkcji w 1884 r., a pozostałości pieca zostały zburzone w roku 1955. W 1894 r. infrastrukturę dawnej huty zaadaptowano na prażalnię wapna i młyn kostny, w których produkowano nawozy wapniowo-fosforowe[7].
- W XVII wieku zbudowany został kościół pod wezwaniem św. Jana Chrzcicela, który obecnie jest kościołem filialnym parafii M. B. Fatimskiej w Kaletach – Drutarni.
- Liczba mieszkańców w XVIII wieku wynosiła ok. 600.

Od końca XVIII w. wieś posiadała własną pieczęć gminną, na której przedstawiono nawiązujący do zajęć ludności młot w prawo w słup z obuchem (żelazkiem) w prawo. Po 1922 r. używano pieczęci napisowej.
W okresie międzywojennym w miejscowości stacjonowała placówka Straży Granicznej I linii „Brusiek”.
Z Bruśka wywodzą się przodkowie Walentego Roździeńskiego.

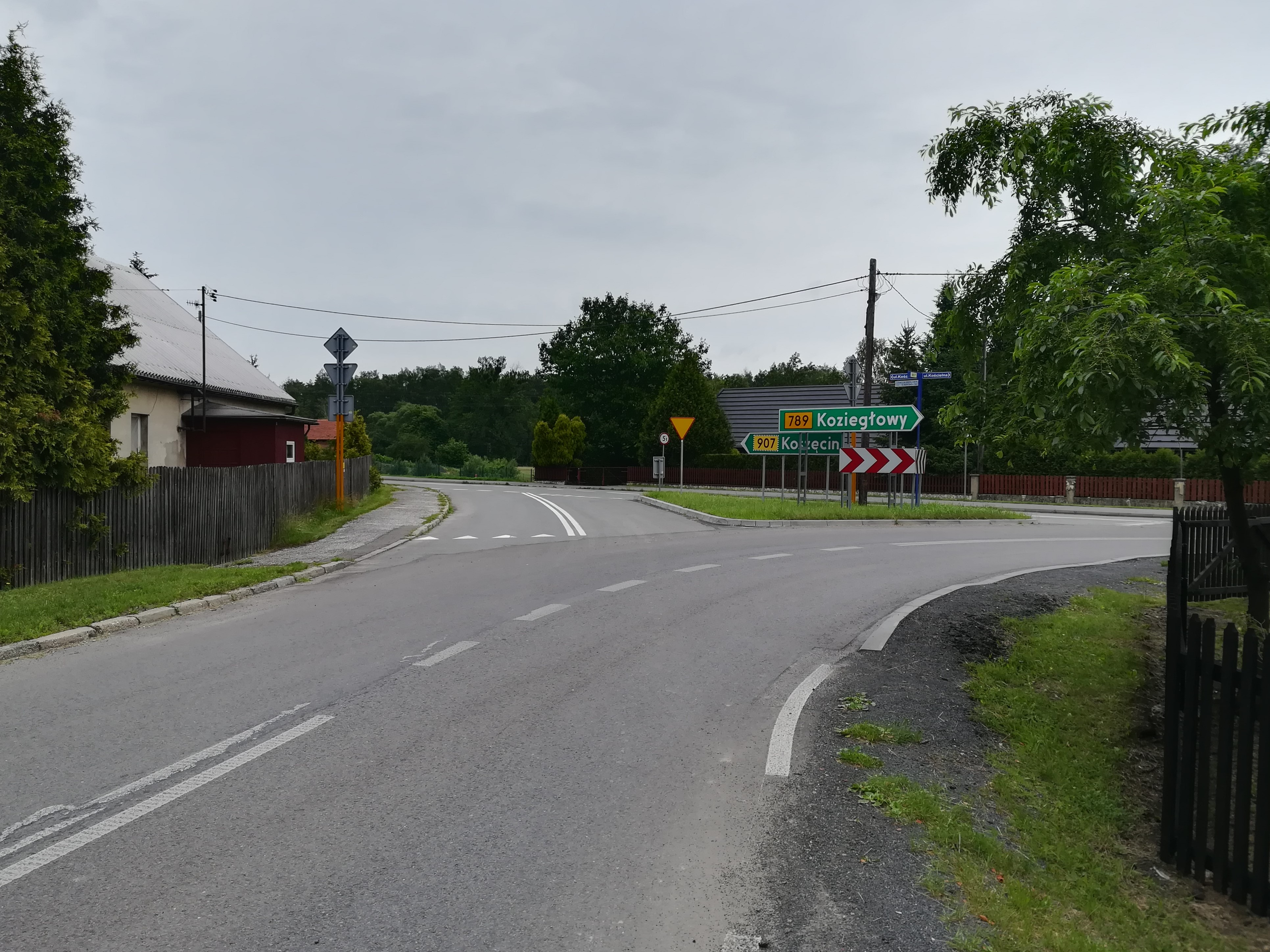
Centrum wsi
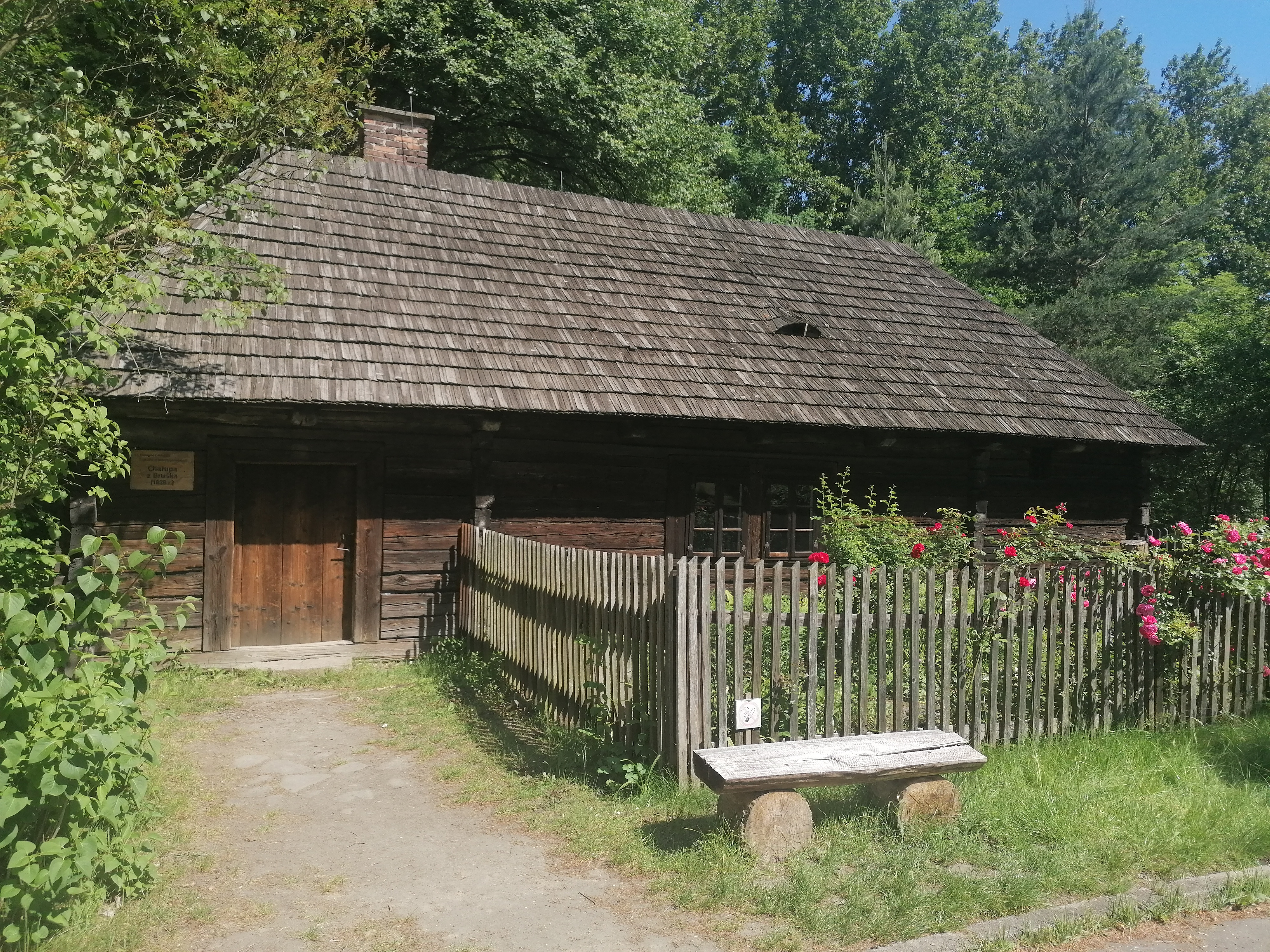
Chata z Bruśka z 1828, Górnośląski Park Etnograficzny w Chorzowie
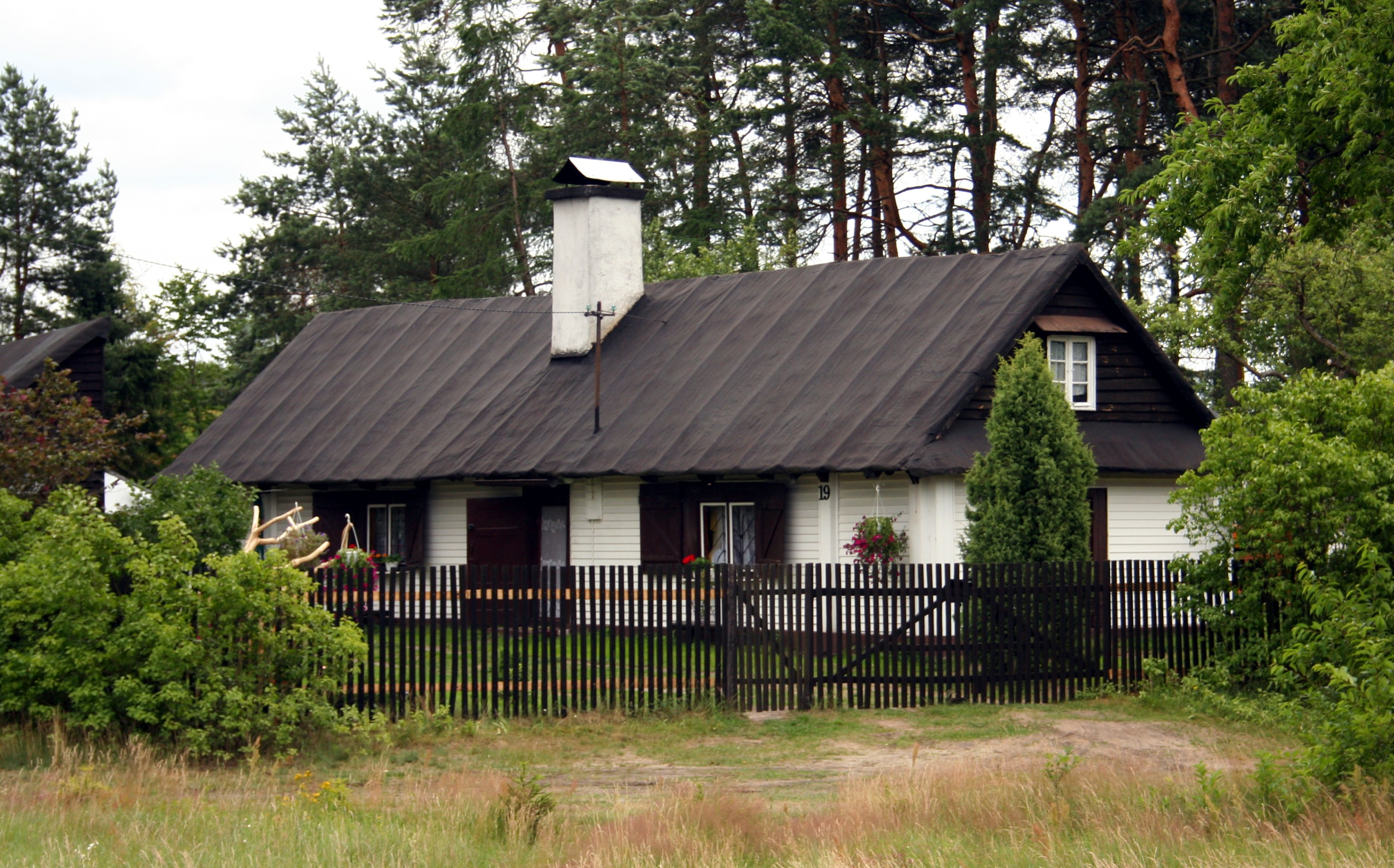
Chata w Bruśku obita w latach 90 XX wieku sidingiem PVC
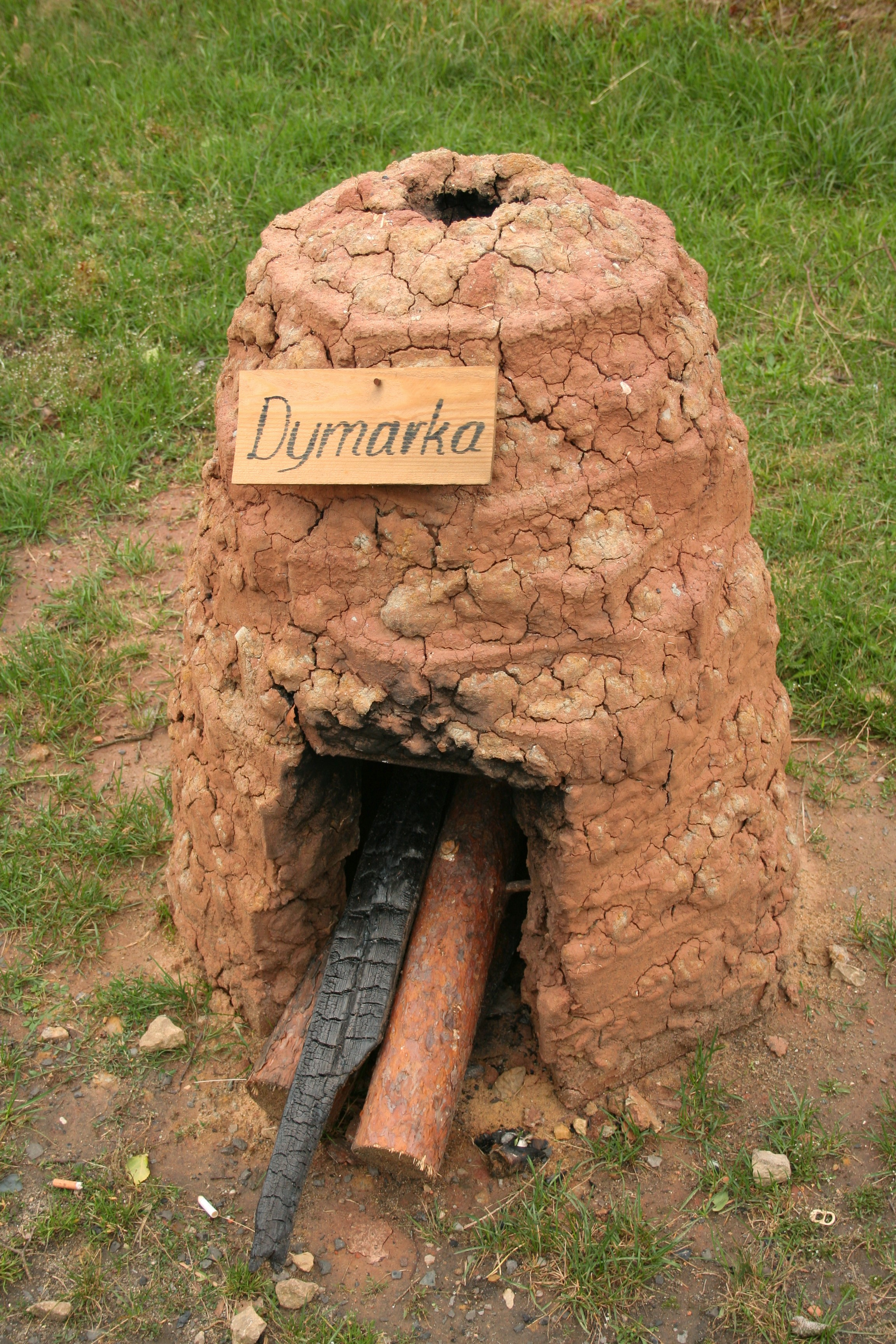
Dymarka – próba rekonstrukcji dawnych tradycji kuźniczych
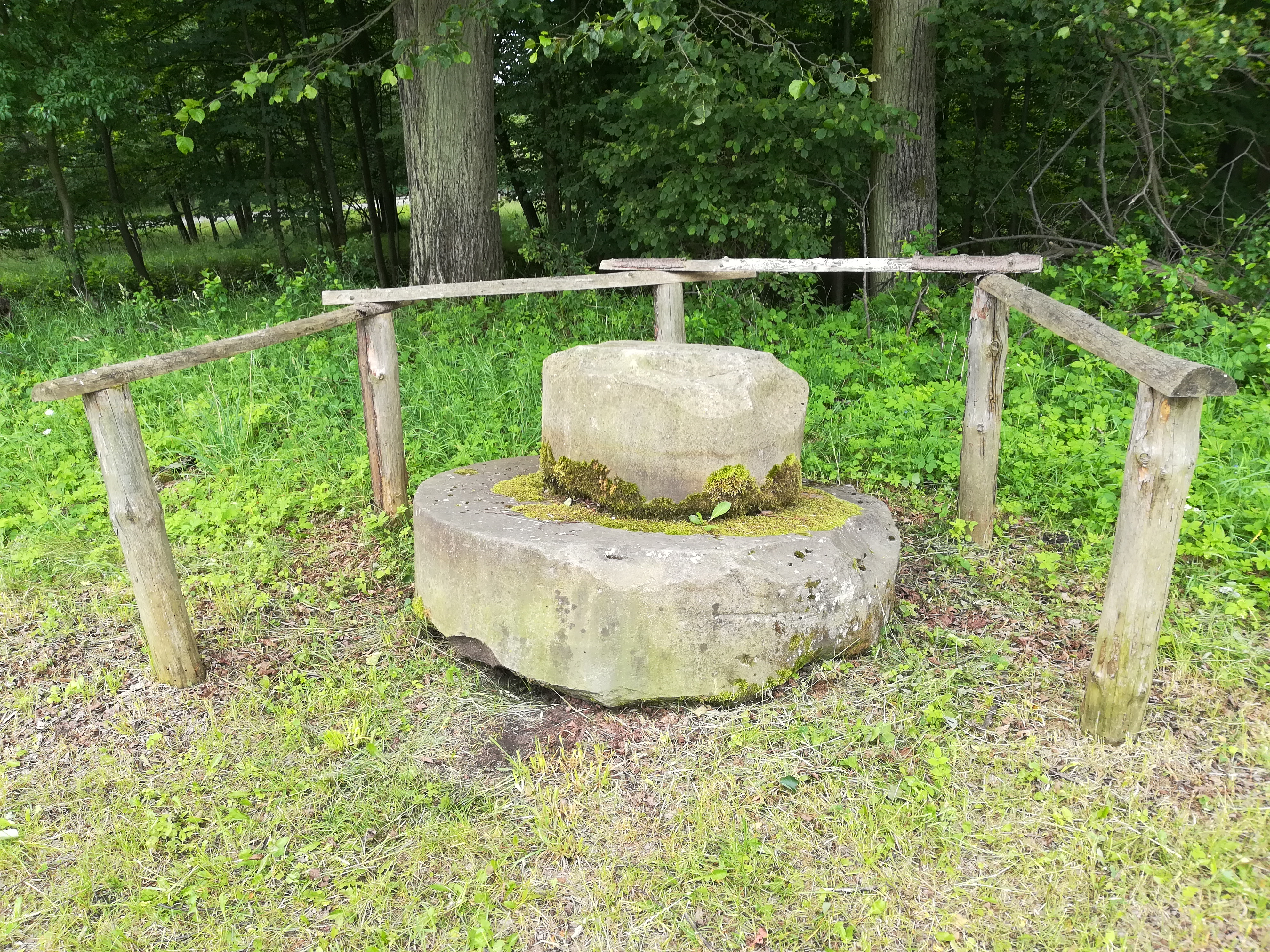
Kamień młyński nad Małą Panwią